# Мічуріна Аліна Григорівна
Аліна Григорівна Мічуріна (нар. 3 вересня 1945, село Краснознам'янка, тепер Олександрівка Голопристанського району Херсонської області — ?) — українська радянська діячка, новатор виробництва, прядильниця Херсонського бавовняного комбінату Херсонської області. Депутат Верховної Ради УРСР 8-го скликання.

## Біографія
Народилася у родині колгоспника. У 1963 році закінчила школу фабрично-заводського навчання у місті Херсоні.
З 1963 року — прядильниця Херсонського ордена Леніна бавовняного комбінату Херсонської області. Систематично виконувала норми виробітку на 105-109% при високій якості продукції.
У 1971 році закінчила Херсонський вечірній текстильний технікум.
Потім — на пенсії у місті Херсоні.

## Нагороди
- орден «Знак Пошани»
- медаль «За доблесну працю. На відзнаку 100-річчя від дня народження Володимира Ілліча Леніна»